# Hà Bắc
Hà Bắc (tiếng Trung: 河北ⓘ; bính âm: Hébĕi; Wade–Giles: Ho-pei; bính âm bưu chính: Hopeh) là một tỉnh nằm ở phía bắc của Trung Quốc. Giản xưng của Hà Bắc là Ký, Hán tự: "冀", theo tên Ký châu thời Nhà Hán, châu này bao gồm khu vực nay là nam bộ Hà Bắc. Tên gọi Hà Bắc ám chỉ đến việc tỉnh nằm ở phía bắc của Hoàng Hà.
Năm 2018, Hà Bắc là tỉnh đứng thứ sáu về số dân, đứng thứ chín về kinh tế Trung Quốc với 75 triệu dân, tương đương với Thổ Nhĩ Kỳ  và GDP đạt 3.601 tỉ NDT (544,2 tỉ USD) tương ứng với Ba Lan.
Năm 1928, chính phủ Trung Quốc đã đổi tên tỉnh Trực Lệ thành Hà Bắc. Bắc Kinh và Thiên Tân sau được tách khỏi Hà Bắc. Hà Bắc giáp với Liêu Ninh ở phía đông bắc, Nội Mông ở phía bắc, Sơn Tây ở phía tây, Hà Nam ở phía nam, và Sơn Đông ở phía đông nam. Bột Hải nằm ở phía đông của tỉnh. Một phần nhỏ của Hà Bắc (gồm thành phố cấp huyện Tam Hà và các huyện Đại Xưởng, Hương Hà của địa cấp thị Lang Phường) bị tách rời với phần còn lại của tỉnh, xen giữa là địa phận của Bắc Kinh và Thiên Tân.

## Lịch sử
Vùng bình nguyên Hà Bắc là quê hương của người vượn Bắc Kinh, một nhóm người đứng thẳng sinh sống tại khu vực từ khoảng 200.000 đến 700.000 năm trước. Các phát hiện khảo cổ về thời đại đồ đá mới đã được tìm thấy trong di chỉ Bắc Phúc Địa (北福地遗址) ở huyện Dịch có niên đại từ 7000 TCN đến 8000 TCN.
Trong thời Xuân Thu, Hà Bắc chủ yếu nằm dưới quyền cai trị của hai nước lớn là nước Yên ở phía bắc và nước Tấn ở phía nam. Đến năm 414 TCN, một nhóm người Bắc Địch đã tiến vào vùng bình nguyên Hoa Bắc và thành lập nước Trung Sơn ở trung bộ Hà Bắc. Sang thời Chiến Quốc, nước Tấn bị phân chia, và phần lớn lãnh thổ của nó tại Hà Bắc thuộc về nước Triệu.
Nhà Tần thống nhất Trung Quốc vào năm 221 TCN. Thời Nhà Hán cai trị, khu vực Ha Bắc thuộc hai châu: U châu (幽州) ở bắc bộ và Ký châu (冀州) ở nam bộ. Vào cuối thời Hán, hầu hết khu vực Hà Bắc nắm dưới quyền kiểm soát của quân phiệt Công Tôn Toản ở phía bắc và Viên Thiệu xa về phía nam; Viên Thiệu đã giành chiến thắng trong cuộc chiến giữa hai bên, song ngay sau đó ông ta lại thất bại trước kình địch Tào Tháo trong trận Quan Độ năm 200. Sang thời Tam Quốc, Hà Bắc nằm trong cương vực của Tào Ngụy do hậu duệ của Tào Tháo lập nên.

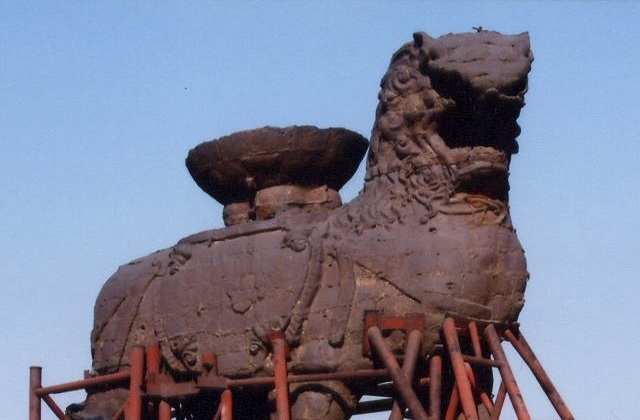
Tượng sư tử 1500 năm tuổi tại Thương Châu

Sau khi các dân tộc du mục phương Bắc xâm nhập Trung Hoa, tiêu diệt Tây Tấn, nối tiếp là các thời đại hỗn loạn Ngũ Hồ thập lục quốc và Nam-Bắc triều. Hà Bắc nằm sâu trong miền Bắc Trung Quốc và ở ngay biên giới phía bắc, đã qua tay nhiều chế độ: Hậu Triệu, Tiền Yên, Tiền Tần, và Hậu Yên. Bắc Ngụy đã tái thống nhất Trung Quốc vào năm 440, song nó đã bị chia đôi vào năm 534, Hà Bắc thuộc Đông Ngụy và Bắc Tề sau này, hai triều đại này định đô ở Nghiệp thành, gần Lâm Chương của Hà Bắc ngày nay.
Nhà Tùy đã thống nhất Trung Quốc vào năm 589. Kế tiếp nhà Tuỳ là Nhà Đường, và dưới triều đại này, tên gọi "Hà Bắc đạo" với ý chỉ vùng đất phía bắc Hoàng Hà đã được đặt chính thức lần đầu tiên. An Lộc Sơn từng nhậm chức Phạm Dương tiết độ sứ (cai quản khu vực Bảo Định của Hà Bắc và Bắc Kinh hiện nay), những năm cuối Thiên Bảo, An Lộc Sơn đã khởi binh phản Đường từ nơi này. Trong giai đoạn đầu của thời kỳ Ngũ Đại Thập Quốc, Hà Bắc bị phân chia giữa một vài chế độ như Yên hay Triệu, song cuối cùng đã thống nhất dưới quyền cai quản của Lý Tồn Úc- người sáng lập nên triều Hậu Đường. Triều đại kế tiếp Hậu Đường là Hậu Tấn, năm 937, Hậu Tấn Cao Tổ đã nhượng phần lớn bắc bộ Hà Bắc ngày nay cho triều Liêu của người Khiết Đan, vùng đất này được gọi là Yên Vân thập lục châu, việc cắt nhượng này trở thành một nguyên nhân chính khiến khả năng phòng thủ của Trung Nguyên suy yếu trước người Khiết Đan trong thế kỷ sau đó, vì nó nằm trong Vạn Lý Trường Thành.
Trong thời Bắc Tống (960–1127), 16 châu nhượng cho Liêu trước đây tiếp tục là một khu vực tranh chấp nóng bỏng giữa Tống và Liêu. Triều Kim của người Nữ Chân đã lật đổ triều Liêu vào năm 1125. Năm 1127, triều Tống đã phải nhượng toàn bộ miền Bắc Trung Quốc, bao gồm nam bộ Hà Bắc, cho triều Kim. Thời Kim, Hà Bắc phân thuộc Hà Bắc Đông lộ, Hà Bắc Tây lộ, Trung Đô phủ lộ.

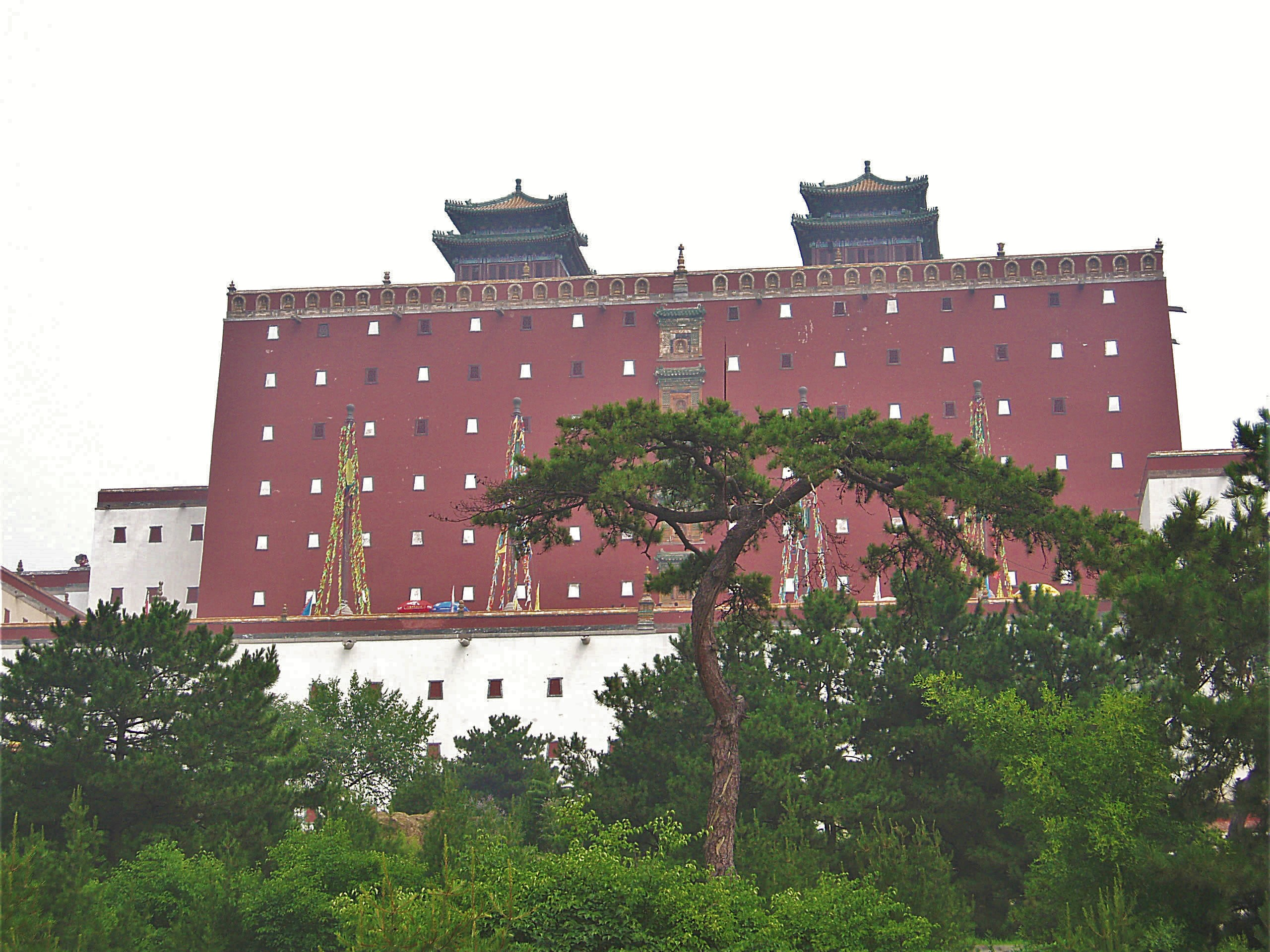
miếu Tông Thừa Phổ Đà ở Thừa Đức, được xây dựng vào năm 1771 dưới thời trị vì của Càn Long Đế.

Triều Nguyên của người Mông Cổ sau khi tiêu diệt Kim và Nam Tống đã chia toàn quốc thành các đẳng xứ hành trung thư tỉnh, riêng khu vực Hà Bắc thuộc Trung thư tỉnh do triều đình Trung ương Nguyên ở Đại Đô trực tiếp quản lý. Triều Minh sau khi thay thế triều Nguyên và dời đô từ Nam Kinh đến Bắc Kinh đã định khu vực Hà Bắc là "Bắc Trực Lệ", nằm dưới quyền cai quản trực tiếp của triều đình Trung ương Minh. Đến khi triều Thanh của người Mãn đoạt lấy quyền lực vào năm 1644, họ bãi bỏ Nam Trực Lệ (ở khu vực quanh Nam Kinh), và Hà Bắc được gọi là "Trực Lệ". Dưới thời Thanh, ranh giới phía bắc của Trực Lệ trải dài sâu vào khu vực nay thuộc Nội Mông.
Triều Thanh sụp đổ vào năm 1912 và được Trung Hoa Dân Quốc thay thế. Trong vòng một vài năm, Trung Quốc đã rơi vào nội chiến, với các quân phiệt khu vực tranh giành quyền lực. Do Trực Lệ rất gần thủ đô Bắc Kinh, nó là nơi diễn ra nhiều trận chiến thường xuyên, bao gồm chiến tranh Trực-Hoàn năm 1920, chiến tranh Trực-Phụng lần thứ nhất năm 1922 và chiến tranh Trực-Phụng lần thứ hai vào năm 1924. Đến khi chính phủ Quốc dân tiến hành Bắc phạt thành công, chấm dứt nạn quân phiệt, thủ đô được chuyển từ Bắc Kinh đến Nam Kinh. Do vậy, tên gọi của tỉnh đã được đổi thành Hà Bắc để phản ánh thực tế.
Sau khi Cộng hòa Nhân dân Trung Hoa được thành lập, Hà Bắc đã có một số thay đổi về ranh giới: khu vực quanh Thừa Đức- nguyên là một phần của tỉnh Nhiệt Hà, và khu vực quanh Trương Gia Khẩu- nguyên là một phần của tỉnh Sát Cáp Nhĩ, đã được hợp nhất vào Hà Bắc, ranh giới phía bắc của tỉnh vì thế cũng vượt sang phía bắc Trường Thành. Tỉnh lị cũng được chuyển từ Bảo Định đến Thạch Gia Trang, và cũng từng chuyển đến Thiên Tân trong một thời gian ngắn.
Ngày 28 tháng 7 năm 1976, đã xảy ra động đất Đường Sơn 1976 khiến ít nhất 242.769 người chết và khoảng 164.000 người bị thương rất nặng.

## Địa lý

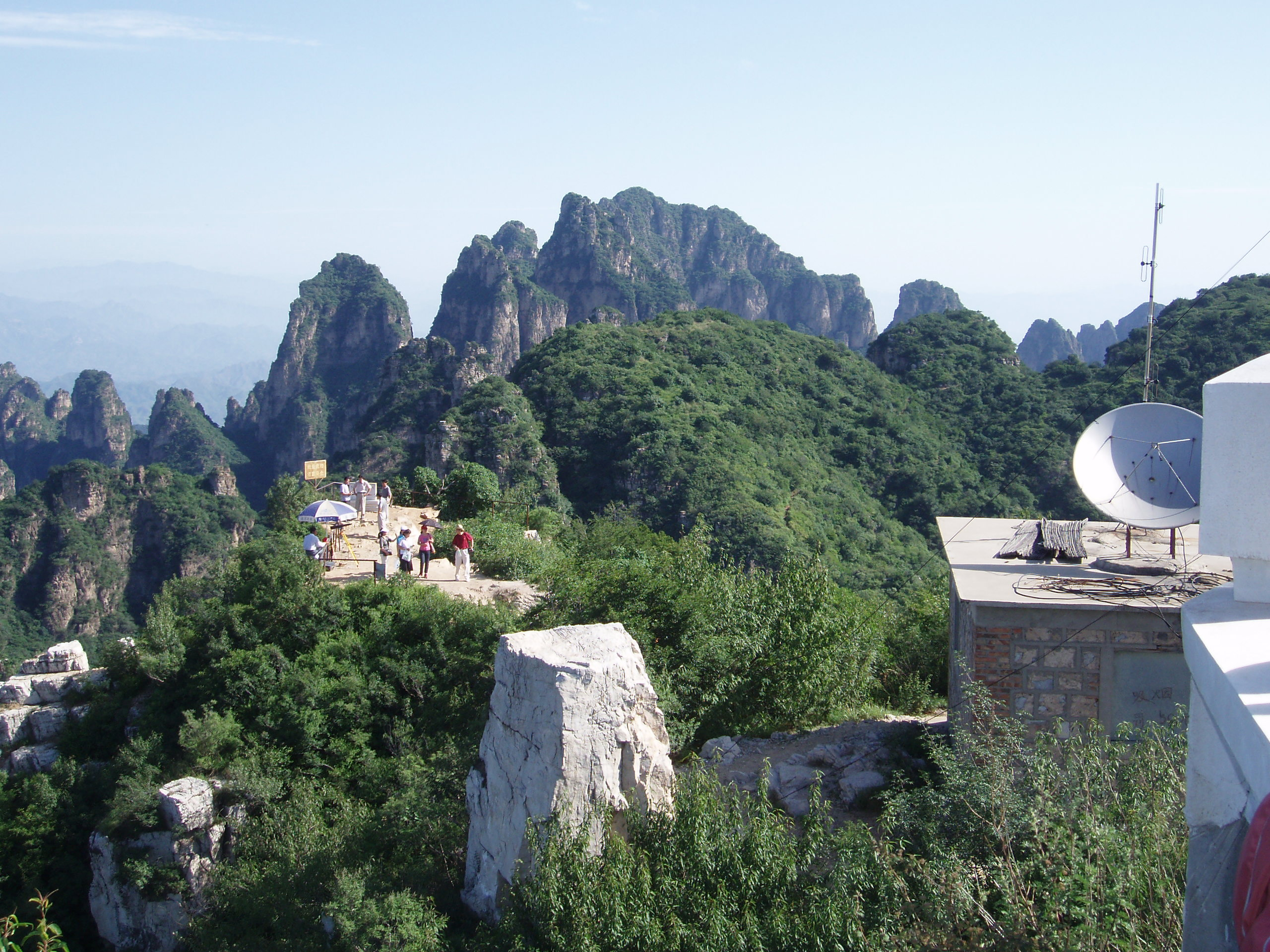
Lang Nha Sơn (狼牙山) tại huyện Dịch.

Hầu hết trung bộ và nam bộ Hà Bắc thuộc bình nguyên Hoa Bắc. Tây bộ Hà Bắc dốc lên Thái Hành Sơn, trong khi Yên Sơn chạy qua bắc bộ Hà Bắc, bên ngoài dãy núi này là vùng thảo nguyên Nội Mông. Vạn Lý Trường Thành cắt qua bắc bộ Hà Bắc từ đông sang tây, vào trong ranh giới của Bắc Kinh một đoạn ngắn, và kết thúc ở Sơn Hải quan thuộc đông bắc Hà Bắc. Đỉnh cao nhất Hà Bắc là Tiểu Ngũ Đài Sơn (小五台山) tại tây bắc Hà Bắc, với cao độ 2882 m.
Hà Bắc giáp với Bột Hải ở phía đông. Lưu vực Hải Hà bao trùm phần lớn trung bộ và nam bộ Hà Bắc, và lưu vực Loan Hà bao trùm phần đông bắc. Nếu không tính rất nhiều hồ chứa trên các vùng đồi núi của Hà Bắc, hồ lớn nhất tại Hà Bắc là Bạch Dương điến (白洋淀), nằm hầu hết ở huyện An Tân.
Hà Bắc có khí hậu lục địa ,chịu ảnh hưởng của gió mùa, với mùa đông lạnh và khô cùng mùa hè nóng và ẩm. Nhiệt độ bình quân của Hà Bắc là −16 đến −3 °C (3 đến 27 °F) vào tháng 1 và 20 đến 27 °C (68 đến 81 °F) vào tháng 7; lượng giáng thủy bình quân hàng năm dao động từ 400 đến 800 milimét (16 đến 31 in), tập trung rất nhiều vào mùa hè.

## Các đơn vị hành chính
Hà Bắc được chia thành 11 đơn vị hành chính cấp địa khu, và tất cả đều là thành phố thuộc tỉnh (địa cấp thị):
| Bản đồ                                       | #                      | Tên           | Thủ phủ                         | Chữ Hán Bính âm | Dân số (2010) | Diện tích (km²) |
| -------------------------------------------- | ---------------------- | ------------- | ------------------------------- | --------------- | ------------- | --------------- |
|                                              |                        |               |                                 |                 |               |                 |
| — Địa cấp thị —                              |                        |               |                                 |                 |               |                 |
| 1                                            | Thạch Gia Trang        | Trường An     | 石家庄市 Shíjiāzhuāng Shì       | 9,547,869       | 14.489        |                 |
| 2                                            | Bảo Định               | Tân Thị       | 保定市 Bǎodìng Shì              | 10.029.197      | 21.925        |                 |
| 3                                            | Thương Châu            | Vận Hà        | 沧州市 Cāngzhōu Shì             | 7.134.053       | 13.419        |                 |
| 4                                            | Thừa Đức               | Song Kiều     | 承德市 Chéngdé Shì              | 3.473.197       | 39.702        |                 |
| 5                                            | Hàm Đan                | Tùng Đài      | 邯鄲市 Hándān Shì               | 9.174.679       | 12.062        |                 |
| 6                                            | Hành Thủy              | Đào Thành     | 衡水市 Héngshǔi Shì             | 4.340.773       | 8.815         |                 |
| 7                                            | Lang Phường            | An Thứ        | 廊坊市 Lángfāng Shì             | 4.358.839       | 6.429         |                 |
| 8                                            | Tần Hoàng Đảo          | Hải Cảng      | 秦皇島市 Qínhuángdǎo Shì        | 2.987.605       | 7.812         |                 |
| 9                                            | Đường Sơn              | Lộ Nam        | 唐山市 Tángshān Shì             | 7.577.284       | 13.472        |                 |
| 10                                           | Hình Đài               | Kiều Đông     | 邢台市 Xíngtái Shì              | 7.104.114       | 12.439        |                 |
| 11                                           | Trương Gia Khẩu        | Kiều Tây      | 张家口市 Zhāngjiākǒu Shì        | 4.345.491       | 36.829        |                 |
| — Khu quản lý riêng biệt —                   |                        |               |                                 |                 |               |                 |
| 12                                           | Địa khu mỏ dầu Hoa Bắc | /             | 华北油田地区 Huáběiyóutián Dìqū | 367             | 133.000       |                 |
| — Khu hành chính cấp huyện trực thuộc tỉnh — |                        |               |                                 |                 |               |                 |
| 13                                           | Tân Tập                | Tân Tập       | 辛集市 Xīnjí Shì                | 951             | 615.919       |                 |
| 14                                           | Định Châu              | Nam Thành Khu | 定州市 Dìngzhōu Shì             | 1.274           | 1.165.182     |                 |

Các đơn vị hành chính cấp địa khu trên đây được chia thành 172 đơn vị hành chính cấp huyện, gồm 22 thành phố cấp huyện (huyện cấp thị), 108 huyện, 6 huyện tự trị và 36 quận (thị hạt khu). Các đơn vị hành chính cấp huyện này lại được nhỏ thành 2207 đơn vị hành chính cấp hương, gồm 1 khu công sở, 937 thị trấn (trấn), 979 hương, 55 hương dân tộc, và 235 phường (nhai đạo).

## Kinh tế

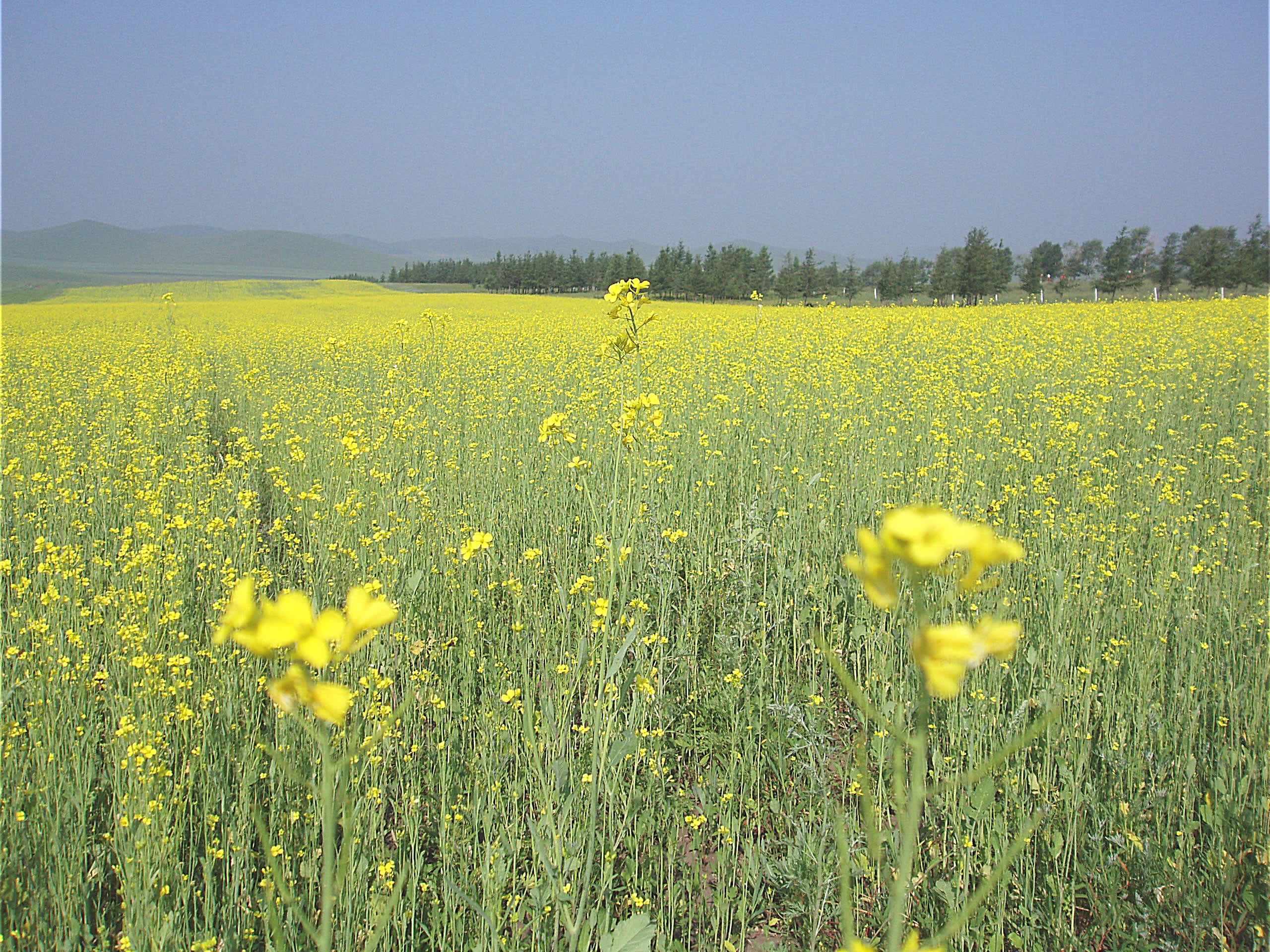
Cánh đồng trên thảo nguyên ở huyện Vi Trường.

Năm 2011, GDP của Hà Bắc là 2,40 nghìn tỉ NDT (379 tỷ USD), tăng 11% so với năm trước và xếp thứ 6 tại Trung Quốc. GDP đầu người đạt 24.428 NDT. Thu nhập khả dụng bình quân đầu người của các khu vực đô thị là 13.441 NDT, trong khu thu nhập thuần bình quân của khu vực nông thôn là 4.795 NDT. khu vực một, khu vực hai, và khu vực ba của nền kinh tế đóng góp tương ứng 203,46 tỉ, 877,74 tỉ, và 537,66 tỉ NDT.
40% lực lượng lao động của Hà Bắc làm việc trong các lĩnh vực nông-lâm-mục nghiệp, với lớn sản phẩm của các ngành này được đưa đến Bắc Kinh và Thiên Tân Các loại nông sản chính của Hà Bắc là các cây lương thực gồm lúa mì, ngô, kê, và lúa miến. Các loại cây công nghiệp như sợi bông, lạc, đậu tương và vừng cũng được trồng.
Khai Loan (Kailuan, 开滦), với lịch sử trên 100 năm, là một trong các mỏ than đá hiện đại đầu tiên của Trung Quốc, và vẫn còn là một mỏ than đá lớn với sản lượng hàng năm là trên 20 triệu tấn. Phần lớn vùng dầu Hoa Bắc nằm tại Hà Bắc, và tỉnh cũng có các mỏ sắt lớn tại Hàm Đan và Thiên An. Gang, cũng như thép, ngành chế tạo là các ngành công nghiệp lớn nhất tại Hà Bắc, và có vẻ như các ngành này vẫn được củng cố vững chắc và Hà Bắc tiếp tục phát triển như là một trung tâm chế tạo và giao thông của khu vực.
Năm 2018, Hà Bắc là tỉnh đứng thứ sáu về số dân, đứng thứ chín về kinh tế Trung Quốc với 75 triệu dân, tương đương với Thổ Nhĩ Kỳ và GDP đạt 3.601 tỉ NDT (544,2 tỉ USD) tương ứng với Ba Lan. GDP bình quân đầu người chỉ đạt 7.231 Đô la Mỹ/USD/người, xếp hạng 21/31 Trung Quốc đại lục, hạng 23/33 toàn quốc, còn cách bình quân trung bình ở mức độ nhất định. Tốc độ tăng trưởng kinh tế Hà Bắc năm 2018 đạt 6,6%, bằng trung bình toàn quốc.
Tỉnh Hà Bắc là một tỉnh nông nghiệp lớn ở Trung Quốc, chiếm tỷ trọng với giàu gạo chất lượng cao. Trong 20 năm qua, ngành chăn nuôi đã phát triển nhanh chóng, là trang trại hàng đầu cả nước. Đối với công nghiệp, các ngành chính là than, thép, gốm sứ, điện, dệt may, dầu khí, cảng, ô tô, quang điện và dược phẩm. Đặc biệt là thị Hàm Đan và thị Đường Sơn là hai thủ đô gốm sứ phương Bắc. Sản lượng thép của Hà Bắc đứng đầu trong cả nước với Tập đoàn Sắt thép Hà Bắc (Hesteel) được tổ chức lại là nhà sản xuất thép lớn nhất của Trung Quốc. Nhà máy dược phẩm Bắc Trung Quốc tại Thạch Gia Trang là cơ sở sản xuất kháng sinh lớn nhất ở Trung Quốc và Đông Á. Còn Bảo Định có tập đoàn lớn thành lập là Great Wall Motor và Yingli Solar. Đặc biệt năm 2017, Quốc vụ viện quyết định thành lập Tân khu Hùng An, một khu vực mới cấp thị đặc biệt, trên cơ sở tách một số khu từ Bảo Định. Tân khu Hùng An được thành lập với mục đích hướng tới chiến lược Khu vực Kinh Tân Ký (Bắc Kinh – Thiên Tân – Hà Bắc), kết hợp phát triển công nghệ cao.

## Nhân khẩu
Tôn giáo tại Hà Bắc

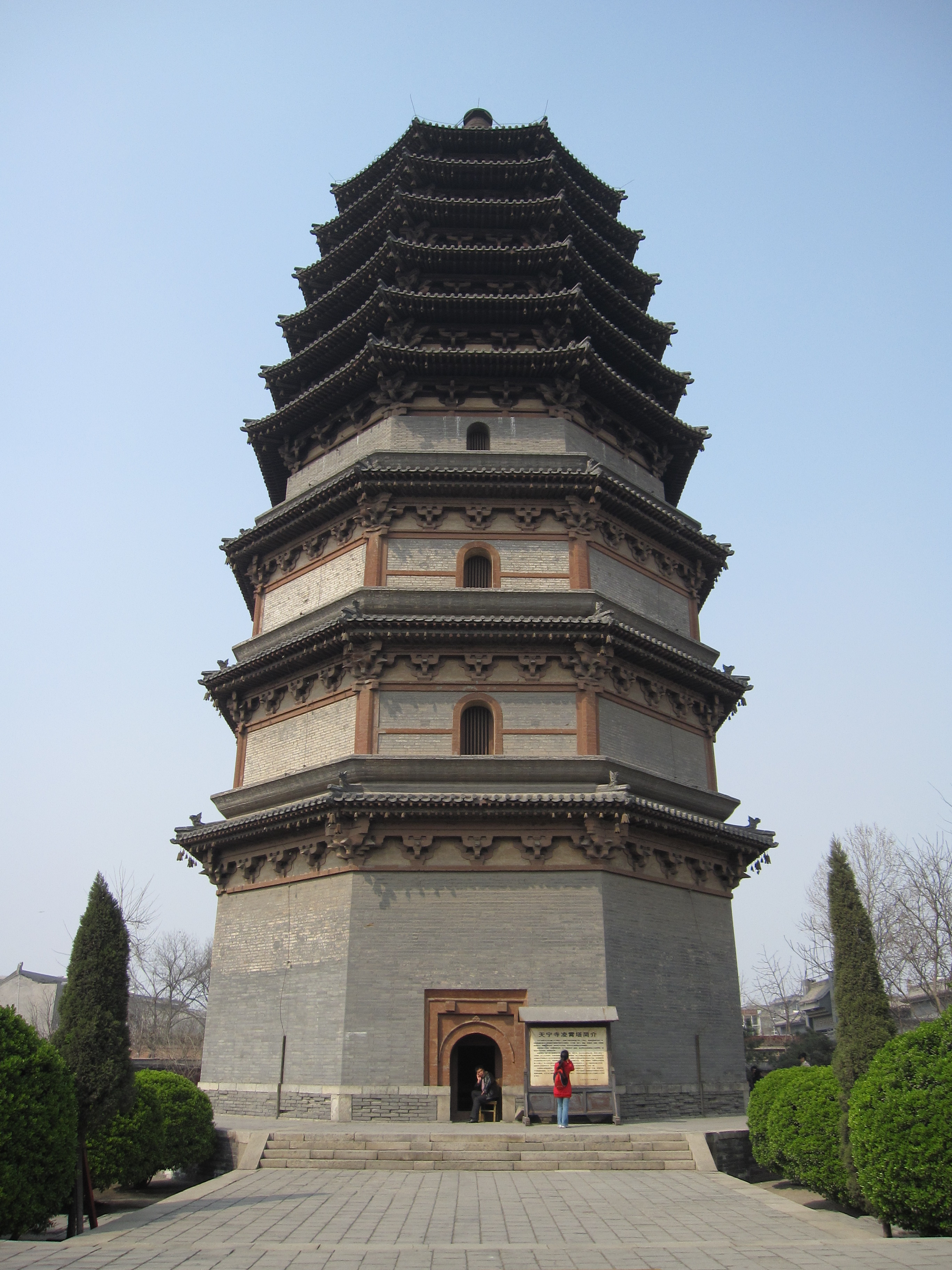
Lăng Tiêu tháp (凌霄塔) thuộc huyện Chính Định, được xây dựng vào năm 1045 dười thời Nhà Tống.

Dân cư Hà Bắc hầu hết là người Hán, các dân tộc thiểu số gồm có người Mông Cổ, người Mãn và người Hồi. Hà Bắc cũng là tỉnh có số tín đồ Công giáo lớn nhất tại Trung Quốc với gần 1 triệu người. Năm 2004, tỷ suất sinh của Hà Bắc là 11,98/1.000 dân, trong khi tỷ suất tử là 6,19/1.000 dân. Tỷ số giới tính là 104,52 nam trên 100 nữ.
Quan thoại là ngôn ngữ bản địa tại hầu hết Hà Bắc, hầu hết các phương ngữ Quan thoại tại Hà Bắc được phân thuộc nhóm Quan thoại Kí-Lỗ. Tuy nhiên, các khu vực dọc theo ranh giới phía tây với tỉnh Sơn Tây, lại nói các phương ngữ mà các nhà ngôn ngữ học xem là đủ để phân chúng thuộc tiếng Tấn- một nhánh của tiếng Trung Quốc độc lập với Quan thoại. Nhìn chung, các phương ngữ tại Hà Bắc khá tương đồng và dễ hiểu với phương ngữ Bắc, các địa phương ở phía bắc Bắc Kinh còn được xem là thuộc phương ngữ Bắc Kinh. Tuy nhiên, cũng có một số khác biệt nhất định, như khác biệt trong cách phát âm ở một số từ nhất định có nguồn gốc từ âm tiết nhập thanh (âm tiết kết thúc với một âm bật) trong tiếng Hán trung cổ.
| Dân tộc tại Hà Bắc, điều tra năm 2000 | Dân tộc tại Hà Bắc, điều tra năm 2000 | Dân tộc tại Hà Bắc, điều tra năm 2000 |
| Dân tộc                               | Số người                              | Tỷ lệ                                 |
| ------------------------------------- | ------------------------------------- | ------------------------------------- |
| Người Hán                             | 63.781.603                            | 95,65%                                |
| Người Mãn                             | 2.118.711                             | 3,18%                                 |
| Người Hồi                             | 542.639                               | 0,78%                                 |
| Người Mông Cổ                         | 169.887                               | 0,26%                                 |
| Người Choang                          | 20.832                                | 0,031%                                |

## Văn hóa
Các thể loại hí khúc truyền thống tại Hà Bắc bao gồm Bình kịch (评剧), Hà Bắc Bang tử (河北梆子), và Thương Châu Khoái bản Đại cổ (沧州快板大鼓). Bình kịch đặc biệt phổ biến vì nó có xu hướng thông tục trong ngôn ngữ và do đó làm cho khán giả dễ hiểu. Bắt nguồn từ đông bắc Hà Bắc, Bình kịch chịu ảnh hưởng từ các loại hình hí khúc khác như Kinh kịch. Bình kịch truyền thống chỉ có một tiểu sinh, một tiểu đán, và một tiểu hoa liệm, song nó cũng đa dạng hóa với việc dùng các vai nhân vật khác. Khúc Dương ở trung bộ Hà Bắc nổi tiếng với "đồ sứ Định Châu", với các loại đồ như bát, đĩa, bình, và chén, cũng như các tượng nhỏ. Đồ sứ Định Châu thường có màu trắng kem, song cũng có các màu khác. Ẩm thực Hà Bắc có điểm đặc trưng là dựa trên các nguyên liệu: lúa mì, thịt cừu và đậu.

## Các trường đại học

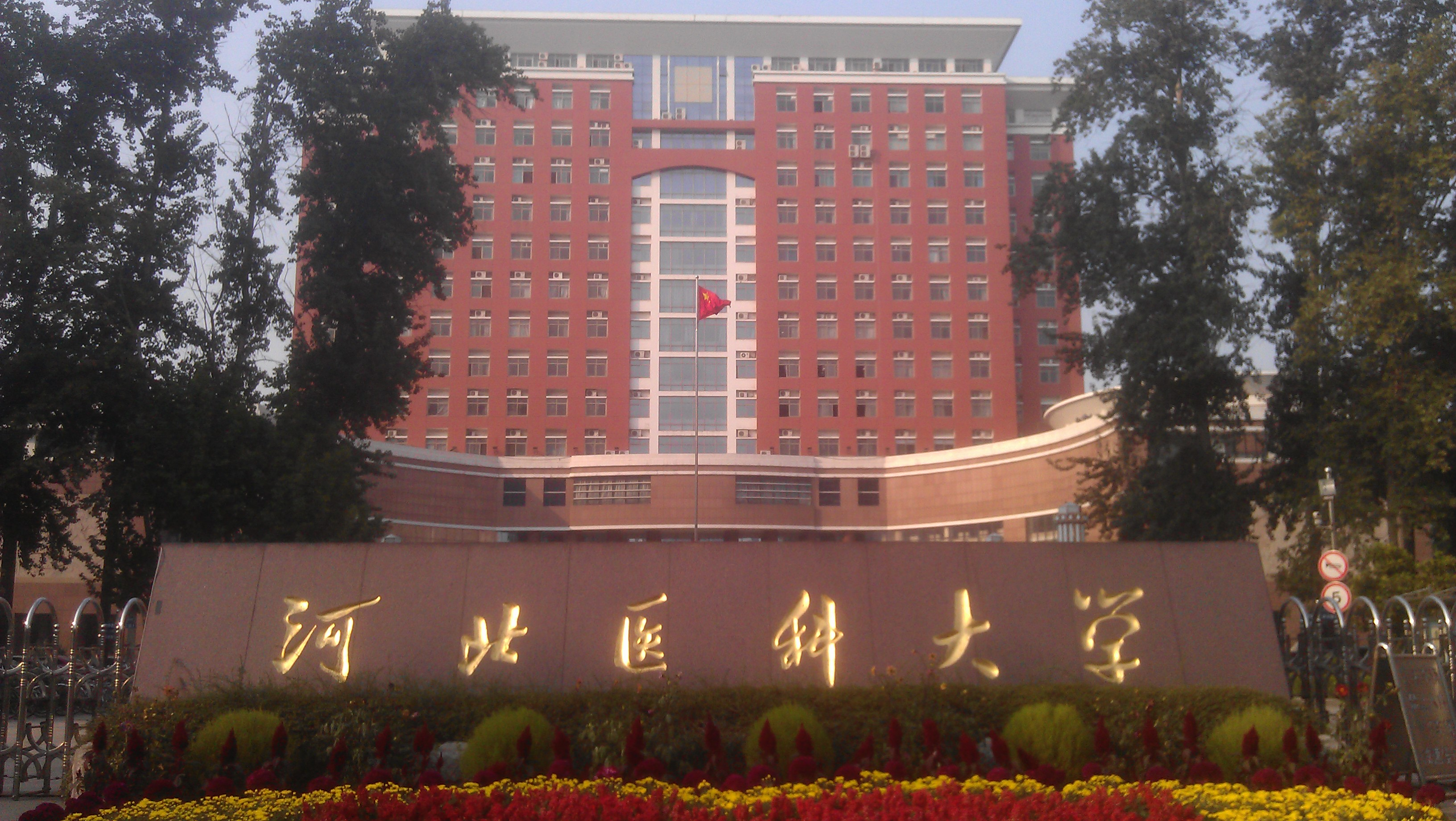
Đại học Y khoa Hà Bắc

| - Đại học Hà Bắc (河北大学) - Đại học Nông nghiệp Hà Bắc (河北农业大学) - Đại học Điện lực Hoa Bắc (华北电力大学)- cơ sở Bảo Định - Đại học Công nghiệp Hà Bắc (河北工业大学) - Đại học Sư phạm Hà Bắc (河北师范大学) - Đại học Y khoa Hà Bắc (河北医科大学) - Đại học Yên Sơn (燕山大学) - Đại học Liên hiệp Hà Bắc (河北联合大学) - Đại học Khoa Kỹ Hà Bắc (河北科技大学) - Đại học Kinh Mậu Hà Bắc (河北经贸大学) - Đại học Đường sắt Thạch Gia Trang (石家庄铁道大学) - Học viện Kinh tế Thạch Gia Trang (石家庄经济学院) - Đại học Công trình Hà Bắc (河北工程大学) - Học viện Bắc phương Hà Bắc (河北北方学院) - Học viện Y Thừa Đức (承德医学院) - Học viện Tài chính Hà Bắc (河北金融学院) - Học viện Bảo Định (保定学院) - Học viện Công nghiệp Vũ trụ Bắc Hoa (北华航天工业学院) | - Học viện Khoa-Kỹ Phòng tai (防灾科技学院) - Học viện Khoa-Kỹ Hoa Bắc (华北科技学院) - Học viện Sư phạm Lang Phường (廊坊师范学院) - Học viện Sư phạm Thương Châu (沧州师范学院) - Học viện Công trình Kiến trúc Hà Bắc (河北建筑工程学院) - Học viện Sư phạm Khoa-Kỹ Hà Bắc (河北科技师范学院) - Học viện Sư phạm Dân tộc Hà Bắc (河北民族师范学院) - Học viện Truyền thông Hà Bắc (河北传媒学院) - Học viện Thể dục Hà Bắc (河北体育学院) - Học viện Thạch Gia Trang (石家庄学院) - Học viện Hàm Đan (邯郸学院) - Học viện Hành Thủy (衡水学院) - Học viện Hình Đài (邢台学院) - Học viện Sư phạm Đường Sơn (唐山师范学院) - Học viện Đường Sơn (唐山学院) - Học viện Bộ đội Cảnh sát Vũ trang Nhân dân Trung Quốc (中国人民武装警察部队学院) - Học viện quan chức Cảnh sát Tư pháp Trung ương (中央司法警官学院) |